# 菲爾森貝克河
51°24′28.02″N 8°32′57.67″E / 51.4077833°N 8.5493528°E
菲爾森貝克河（德語：Fülsenbecke），是德國的河流，位於該國西部，流經北萊茵-威斯特法倫州，屬於阿河的左支流，河道全長1.6公里，流域面積0.92平方公里。